# ليما (نيويورك)
ليما (بالإنجليزية: Lima, New York)‏ هي بلدة أمريكية تقع في الولايات المتحدة في مقاطعة ليفينغستون، نيويورك. يقدر عدد سكانها بـ 4,305 نسمة.

## أعلام
- دبليو. دبليو. ثاير
- هيلين هايد
- جوزيف لويد هوغن
- كين أوديا